# KK Krka Novo mesto
KK Krka Novo mesto (Košarkaški Klub Krka Novo mesto) is een basketbalclub uit Novo mesto, Slovenië. Krka komt uit in de  Slovenian League en de ABA League.

## Geschiedenis
Krka Novo mesto werd opgericht in 1948 als KK Novo mesto Partizan. In 1963 veranderde de naam in KK Novoteks. In 1992 veranderde de naam in KK Novo mesto 1992 en in 1997 in de huidige naam KK Krka Novo mesto. 
Krka Novo mesto speelde een bescheiden rol ten tijde van Joegoslavië. Na het uiteenvallen van Joegoslavië werd Krka Novo mest zeven keer Landskampioen van Slovenië en werd drie keer Bekerwinnaar van Slovenië. Ook won Krka Novo mesto vijf keer de Supercup van Slovenië. In 2003 haalde Krka Novo mesto de finale om de ULEB Cup. Ze verloren de finale van Pamesa Valencia uit Spanje met 154-168 over twee wedstrijden. In 2011 behaalde Krka Novo mesto haar grootste Europese succes. De club won de finale om de EuroChallenge van Lokomotiv-Koeban Krasnodar uit Rusland met 83-77.

## Verschillende sponsornamen
- Krka Novo mesto (1997–heden)

## Erelijst
- Landskampioen Slovenië: 7
  - Winnaar: 1999-2000, 2002-2003, 2009-2010, 2010-2011, 2011-2012, 2012-2013, 2013-2014

- Bekerwinnaar Slovenië: 3
  - Winnaar: 2014, 2015, 2016

- Supercup Slovenië: 5
  - Winnaar: 2010, 2011, 2012, 2014, 2016

- ULEB Cup:
  - Runner-up: 2003

- EuroChallenge: 1
  - Winnaar: 2011

## Bekende (oud-)spelers
| - Jakob Čebašek - Jaka Lakovič - Zoran Dragić - Žiga Fifolt - Leon Stergar - Matjaž Smodiš | - Adin Vrabac - Muhamed Pašalić - Paolo Marinelli - Dušan Đorđević - Antwain Smith |